# Molophilus (Molophilus) bellicosus
Molophilus (Molophilus) bellicosus is een tweevleugelige uit de familie steltmuggen (Limoniidae). De soort komt voor in het Neotropisch gebied.